# Presses de la Cité
Les Presses de la Cité sont une maison d'édition française créée en 1944 par Sven Nielsen. Fils et petit-fils de libraires, venu à Paris en 1924, Sven Nielsen s'était spécialisé dans l'exportation de livres français à l'étranger avant de se lancer dans l'édition.
Les Presses de la Cité sont une marque déposée de la société Place des éditeurs, filiale du groupe Editis.

## Description
Les Presses de la Cité sont une maison d'édition française créée en 1944 qui succède sous ce nom aux Éditions Albert, maison achetée par Sven Nielsen en 1942 ; les Presses de la Cité promeuvent depuis leur création une littérature populaire de qualité, du thriller psychologique au roman sentimental, du roman d'aventures au roman régional, ainsi que des récits et documents grand public. Citons parmi les auteurs du catalogue les noms de Danielle Steel, Elizabeth George, Ed McBain, Frank G. Slaughter, Jean Lartéguy, Henri Queffélec, René Barjavel, Jean Anglade, Michel Bussi.
Sven Nielsen se livre à des acquisitions (Plon, Perrin, Solar, GP Rouge et Or, Le Rocher, Julliard…) dans les années 1950 et 1960 qui donneront naissance au Groupe des Presses de la Cité, dont l’éditeur Presses de la Cité est une marque.

## Historique

### Catalogue éditorial
Dès leur création en 1944, les Presses de la Cité publient les best-sellers anglo-saxons sous la forme de livres cartonnés à la jaquette illustrée de dessins bariolés : Le Bal des maudits d’Irwin Shaw, Afin que nul ne meure de Frank G. Slaughter, Tant qu’il y aura des hommes de James Jones, les romans de Peter Cheyney, des documents et récits de la guerre qui vient de se terminer ; Sven Nielsen fait la connaissance en 1944 de Georges Simenon en lui demandant une préface au roman danois qu’il s’apprête à publier, Traqué, d’Arthur Omre. Les deux hommes se lient d’amitié, et les Presses de la Cité deviennent l’éditeur unique de Simenon à partir de 1945 et la parution de Je me souviens…
Dès leur création, les Presses de la Cité investissent le secteur du roman policier et d’espionnage en pleine effervescence en ces années d’immédiat après-guerre où les lecteurs français découvrent la littérature anglo-saxonne et le polar américain. Sont publiés dès 1945 dans des ouvrages cartonnés avec jaquette des romans de Peter Cheyney, Vera Caspary, Gerald Butler.
En 1949 la collection Un Mystère, format poche broché à la couverture illustrée, devient une des deux grandes collections de policiers de l’après-guerre avec la Série noire de Gallimard. Avec son fameux logo du petit éléphant, la collection publie jusqu’en 1966 un ensemble hétéroclite d’auteurs anglo-saxons (William Irish, Dashiell Hammett, Raymond Chandler, Ed McBain, Ellery Queen, Ross Macdonald, Mickey Spillane, Patrick Quentin, Erle Stanley Gardner, Bill S. Ballinger…) et francophones (S.A. Steeman, M.B. Endrèbe, Jean Bruce, Michel Lebrun, Raf Valet…), dans les genres aussi divers que le roman noir, le suspense, l’énigme et l’espionnage (certains titres de ce genre seront republiés dans l'éphémère collection Espiorama au début des années 1970).
Un Mystère devient collection Mystère à partir de 1966, le logo demeurant un éléphant stylisé, et publie rééditions et inédits (Howard Fast, Whit Masterson, Margaret Millar, Dorothy Uhnak, Michel Cousin, Ange Bastiani, Paul Gerrard…) jusqu’en 1972. Lui succède la collection Punch, qui propose des romans d’action à l’écriture nerveuse (Adam Hall, William McGivern, Nicolas Freeling, Fred Kassak…) et des rééditions.
Entre 1979 et 1983, la collection Classiques du roman policier réédite les meilleurs titres d’Un Mystère (36 titres) ; sous le titre de Polars années cinquante, les éditions Omnibus ont proposé en quatre volumes une anthologie de la collection au petit éléphant (1995-1998).
Ce ne sont pas les seules collections au format de poche : outre des novellisations de films ou de feuilletons télévisés (dans lesquels s’illustre le traducteur et futur romancier Jean-Patrick Manchette), l’éditeur publie les aventures d’OSS 117 signées Josette Bruce (veuve de Jean Bruce) et une série érotico-policière, Police des mœurs et sans oublier l’œuvre de Georges Simenon.
Cet investissement dans le domaine du roman policier fait des Presses de la Cité un acteur historique majeur du genre. En marge des collections de poche, les Presses de la Cité publient certains auteurs en grand format (Joseph Wambaugh, Robert Littell, Evan Hunter, Eric Ambler…), tendance qui va s’accentuer dans les années 1970 et 1980 sous la direction de Renaud Bombard, alors que la collection Punch a disparu en 1978. Entre 1981 et 1986, la collection Paniques publie des thrillers à suspense, avec des auteurs tels que William P. McGivern, Iain Banks, Kenneth Goddard, John Farris, David Wiltse (une collection Suspense avait précédé, entre 1972 et 1974 avec des romans d’Ange Bastiani, Michel Lebrun, Fred Kassak, Desmond Bagley, Gerald A. Browne, Alistair MacLean, entre autres). Puis Haute Tension accueille entre 1984 et 1987 Elmore Leonard, Ed McBain, Stephen Greenleaf, Andrew Vachss, Loren D. Estleman… Hors collection paraissent des romans de Lawrence Sanders, Dorothy Uhnak, T.J. Parker, John Katzenbach, Donald Westlake… Plus tard viendront Richard Price, Elizabeth George, Martha Grimes, John Connolly, Caleb Carr, Boris Akounine et d’autres auteurs prestigieux.
Depuis la fin des années 1990, la collection policière des Presses de la Cité se caractérise par une marque rouge sang sur la couverture et le dos.
L’autre domaine de prédilection des Presses de la Cité est le roman sentimental de qualité avec des auteurs tels que Frank G. Slaughter, Marie-Louise Fischer, Heinz G. Konsalik, Janet Dailey et, depuis le milieu des années 1980, Danielle Steel. L’éditeur propose également des sagas (Barbara Wood, James Michener…) et des romans d’aventures (Wilbur Smith, la série des Jack Aubrey de Patrick O'Brian…).
Les années 1970 voient la reconnaissance de la Science-Fiction auprès du grand public et fleurir des collections chez de nombreux éditeurs. Les Presses de la Cité lancent en 1975 la collection Futurama, qu’anime Jean-Patrick Manchette, et publient jusqu’en 1981 des romans d’Algyn Budrys, Hal Clement, Christopher Priest, John Brunner, Fritz Leiber… La collection Superlight lui succède en 1982 (Norman Spinrad, Clifford Simak, Ursula Le Guin, Robert Silverberg, Jack Vance…), tandis que paraissent en grand format des ouvrages d’Isaac Asimov, d’Alastair Reynolds, les novellisations de la saga Star Wars et la Trilogie martienne de Kim Stanley Robinson, qui s’impose immédiatement comme un classique.
Déjà avec Georges Simenon, l’éditeur s’est ouvert à la littérature francophone, et il publie romans, récits et documents sur les guerres passées et actuelles – en 1960, Les Centurions de Jean Lartéguy est un des grands succès de l’année –, et des romanciers aussi divers que Cecil Saint-Laurent (Caroline chérie, Hortense 14-18), Henri Queffélec, René Barjavel, Claude Courchay et Roger Borniche.
À la fin des années 1970, Jeanine Balland propose à Georges Leser, directeur des Presses de la Cité, une collection de documents militaires, ce sera « Troupes de choc » avec des auteurs tels que Erwan Bergot, Raymond Muelle, Jean-Jacques Antier, Yves Courrière, Jean Mabire… En 1985, Jeanine Balland inaugure avec La Poussière des corons de Marie-Paule Armand une collection de romans régionaux qui deviendra la collection Terres de France, leader en France de la littérature dite « de terroir » avec des auteurs comme Jean Anglade, Georges Coulonges, Françoise Bourdon, Marie-Bernadette Dupuy, Jean-Michel Thibaux, Hervé Jaouen, Yves Jacob… – et aujourd’hui sous la direction littéraire de Clarisse Enaudeau, Jean-Guy Soumy, Yves Viollier, Gilbert Bordes ou Jean-Luc Bannalec (traduit de l’allemand).
Sous la houlette de Georges Leser, naissent en 1988 deux collections qui deviendront plus tard des maisons d'édition à part entière : Hors Collection, créée par Jean-Louis Fetjaine, et Omnibus, collection d'épais volumes qui entreprend la publication des 27 volumes de Tout Simenon et dont le catalogue s’élargit à de nombreux auteurs du patrimoine sous la direction de Dominique Vincent, puis de Sophie Lajeunesse à partir de l’automne 2009.

### Fusions et acquisitions
À partir de 1958, la société se lance dans une vague d'acquisitions :
- 1958 : Rachat d'Amiot-Dumont, créé en décembre 1946 sous le nom Le Livre contemporain, spécialisé dans les livres grand public et les récits de voyage.
- 1959 : Rachat de la Librairie académique Perrin, créée en 1884.
- 1961 : Rachat de Solar, spécialisé notamment dans les albums pour enfants et les livres d'humoristes.

En 1962, les Presses de la Cité inaugurent la collection de livres de poche Presses-Pocket. L'année suivante, elle fusionne avec les éditions Fleuve noir.
En avril 1965, Sven Nielsen prend la majorité de l'Union générale d'édition (UGE) créée en 1962 et qui comprenait les éditions Plon, 10/18, les Éditions du Rocher, Julliard, Jean-Jacques Pauvert, le distributeur Sequana. L'un des éditeurs, Christian Bourgois, fonde sa propre maison au sein de ce nouveau groupe des Presses de la Cité et, en 1968, est nommé directeur de 10/18. Avec ces acquisitions, le groupe de Sven Nielsen devient le deuxième éditeur français derrière Hachette. Il s'est diversifié dans la littérature, les sciences humaines et la jeunesse.
En avril 1969, Nielsen s'associe avec le groupe Bertelsmann pour lancer, sur le modèle allemand, un club de livres, baptisé France Loisirs, qui connaîtra un succès rapide.
En janvier 1971, il réorganise la distribution du groupe en créant Les Presses de la Cité Diffusion (distributeur des Presses de la Cité, G.P. Rouge et Or et Presses-Pocket) et la Nouvelle Société Sequana (distributeur de Plon, Perrin, Julliard, Solar, 10/18, Bourgois et Le Rocher).
En 1973, les sociétés les Presses de la Cité Diffusion et Sequana sont fusionnées sous le nom de Messageries du livre.
Le 30 décembre 1976, Sven Nielsen meurt à l'âge de 75 ans. Son fils Claude lui succède et doit céder des parts à la Générale Occidentale, une société d'investissement, qui permet le rachat de Garnier et Bordas-Dunod. Dirigée par Jimmy Goldsmith, celui-ci revend les Presses de la Cité à la Compagnie générale d'électricité d'Ambroise Roux en 1987. Les Presses font désormais partie d'un ensemble dénommé Groupe de la Cité, lui-même inclus dans la holding CEP Communication présidée par Christian Brégou et qui comprend Havas : avec 7 milliards (de francs) de chiffre d'affaires réalisés dans le livre, il est, en 1996, le premier éditeur français.
Par la suite, les Presses de la Cité sont rattachées en 2000 à Vivendi Universal Publishing (VUP). Mais, après la cession de VUP par Vivendi Universal en 2002 au Groupe Hachette puis à Wendel Investissement (2003), les Presses de la Cité intègrent une nouvelle structure baptisée Editis. En 2008, Wendel revend Editis à l'Espagnol Grupo Planeta, lequel revend en 2018 cette même structure à Vivendi. En 2023, Editis devient une filiale du Groupe CMI dont le principal actionnaire est le milliardaire tchèque Daniel Křetínský.